# Da Costaplein
Het Da Costaplein is een plein in Amsterdam-West, gelegen in de Da Costabuurt.

## Ligging en geschiedenis
Het relatief kleine plein vormde de kruising tussen de Da Costastraat en de Allard Piersonstraat (vernoemd naar Allard Pierson). Het plein kreeg per raadsbesluit van 13 oktober 1897 haar naam, een vernoeming naar schrijver Isaäc da Costa. Met de benoeming van het plein werd ook de Da Costastraat geherdefinieerd. Veel bekender is in Amsterdam de Da Costakade, kades van de Da Costagracht.
In verband met verkeerstechnische maatregelen vormt het plein al jaren geen kruising meer. Twee segmenten van de straten rondom het plein zijn voetgangersgebied.
Enige bekendheid in Amsterdam heeft Da Costaplein 14; daar was jarenlang tot 1980 de kantoor- en schoolboekhandel "Edelman en Barendrecht" gevestigd; ook was er handel in andere schoolbenodigdheden en tekengerei.
Er is geen kunst in de openbare ruimte. De straten in de buurt zijn nauw; openbaar vervoer is er niet mogelijk.

## Gebouwen
De bebouwing rondom het plein stamt uit 1905 en valt in vier segmenten uiteen:
1. Da Costaplein 1-3 aan de noordoostzijde; zij zijn ontworpen door Leendert van der Tas; dit segment heeft vleugels in Allard Piersonstraat 4-10 en Da Costastraat 17-19
2. Da Costaplein 7-15 aan de zuidwestzijde; zij zijn ontworpen door Cornelis Hermanus Eldering; dit segment heeft vleugels in Allard Piersonstraat 5-7, Da Costastraat 19a-21
3. Da Costaplein 2-12 aan de noordwestzijde, zij zijn ontworpen door C.H. Eldering; dit segment heeft vleugels in Da Costastraat 6-16 en Allard Piersonstraat 12-16
4. Da Costaplein 14-20 aan de noordoostzijde; zij zijn ontworpen door C.H. Eldering; dit segment heeft vleugels in Allard Piersonstraat 11-13 en Da Costastraat 18-20.

De segmenten nrs 2-4 vormen gezamenlijk één gemeentelijk monument. Het betreft alle portiekwoningen met etagewoningen en winkeleenheden in een stijl die wordt omschreven als overgangsarchitectuur.

## Groen
In de zomer is het plein bijna geheel overdekt door vijf platanen (Platanus hispanica); drie daarvan stammen uit 1928, twee uit 1949. Ander groen wordt gevormd door twee steppenkersen (prunus eminens uit 2003 en 2015) en in het zuidoosten twee goudenregens (beide uit 1990).

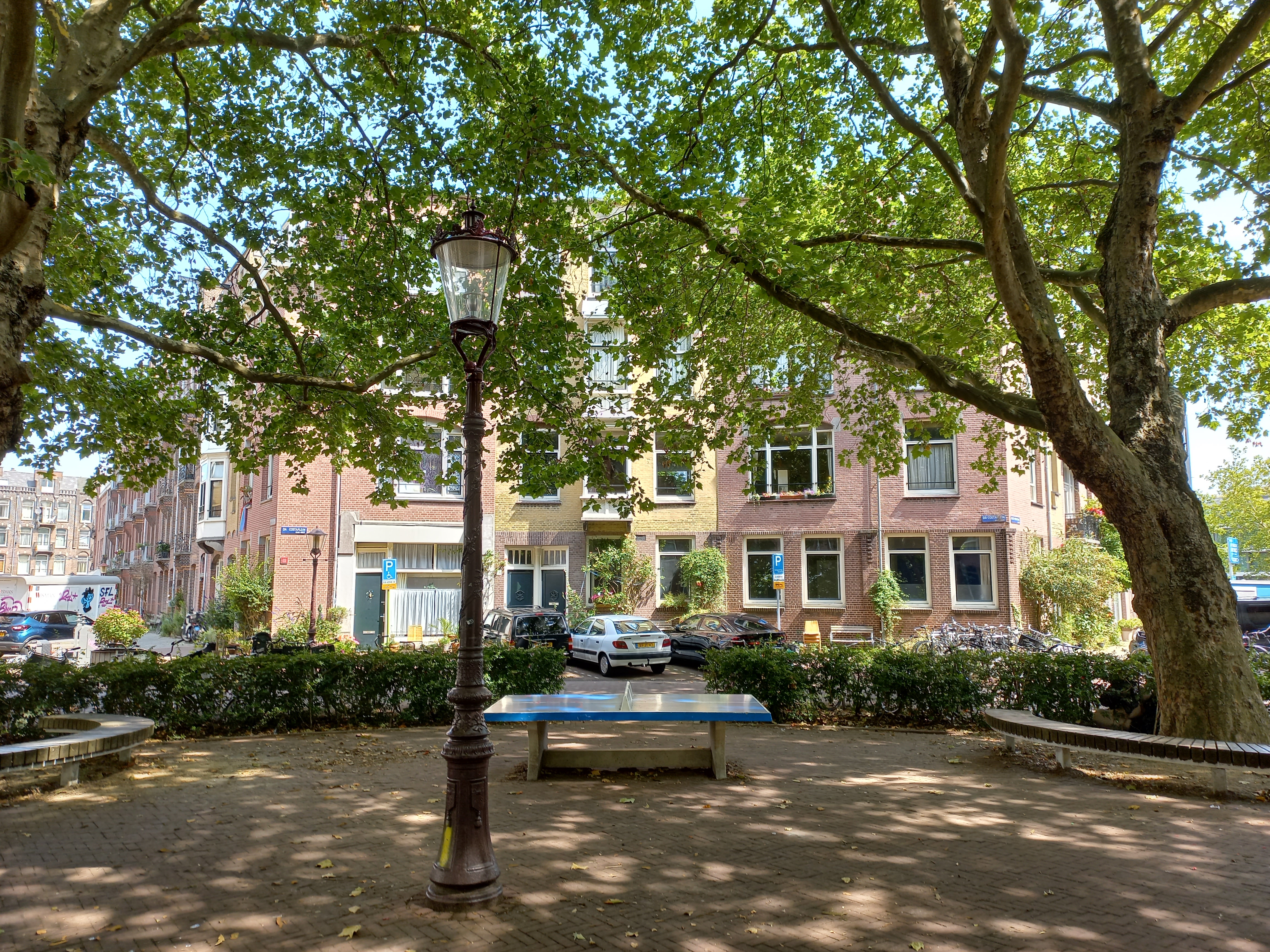
Da Costaplein 1-3 (juli 2022)

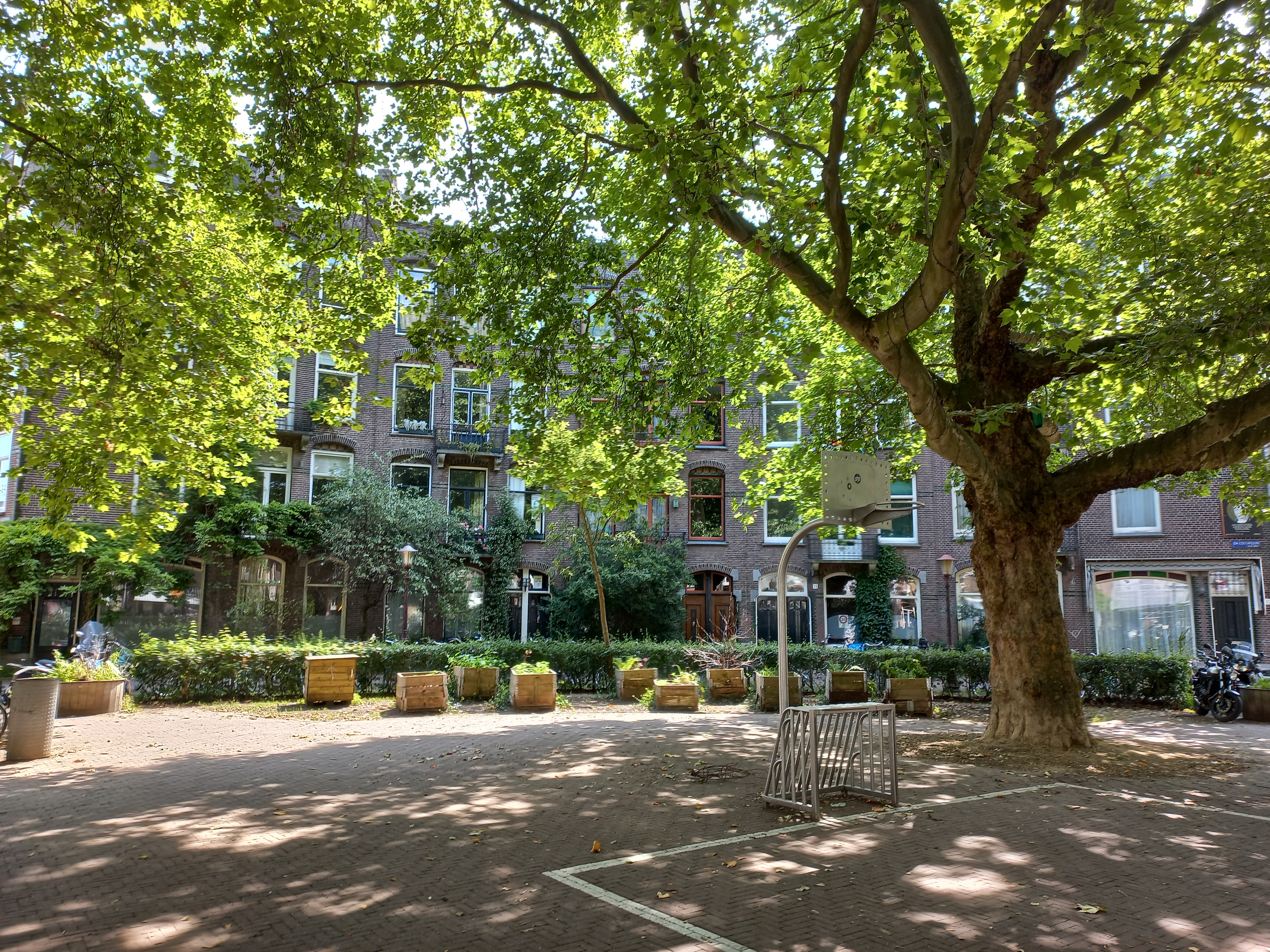
Da Costaplein 7-13 (juli 2022)